# 王海林 (1930年)
王海林（1930年10月—2014年），男，黑龙江勃利人，中华人民共和国政治人物，曾任中共西藏自治区党委组织部部长，西藏自治区政协副主席。